# 格迪米納斯大道

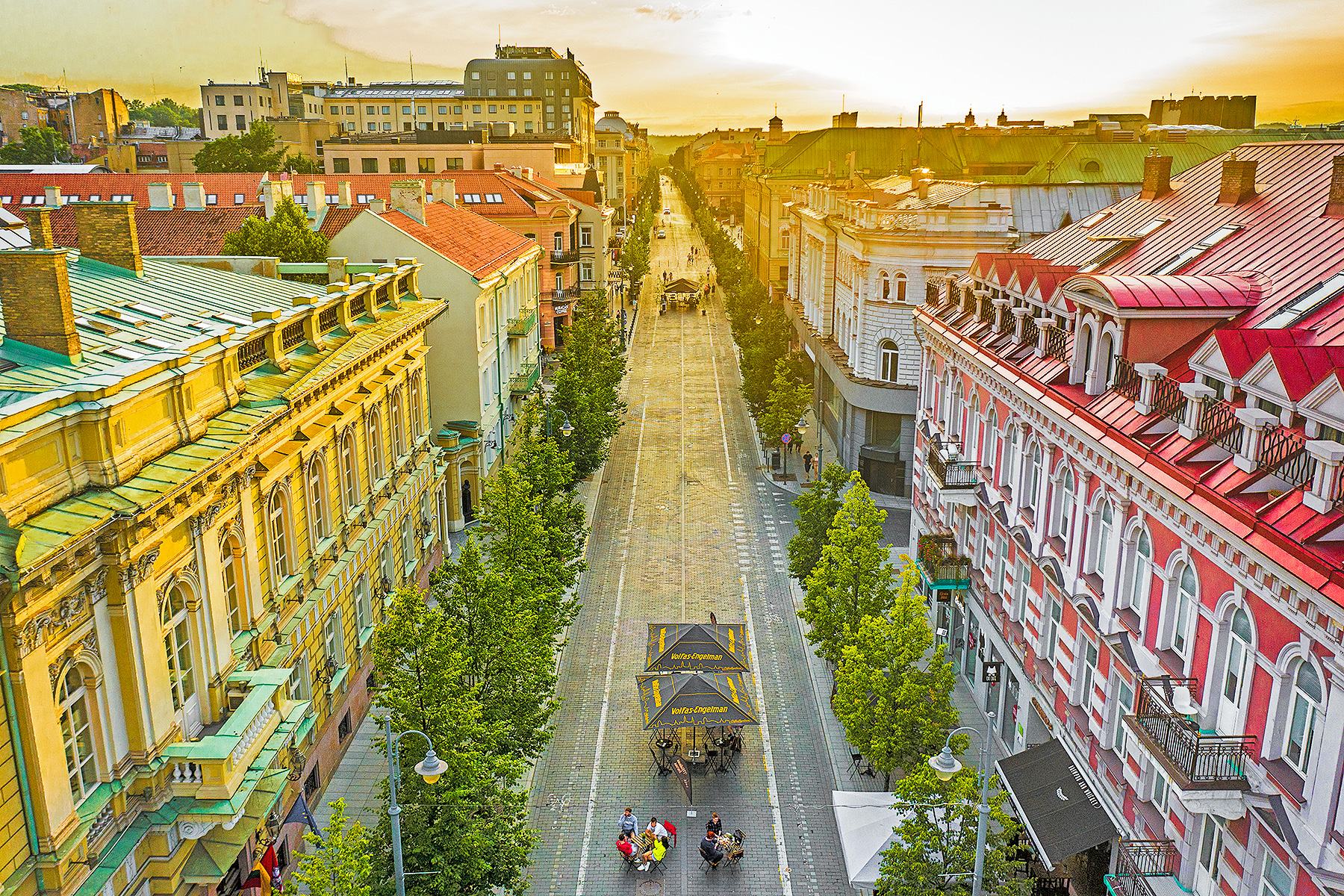

格迪米納斯大道是立陶宛首都維爾紐斯的主幹道之一，沿線聚集有眾多政府機構，包括立陶宛政府、國會、憲法法院和各部會。此外國立立陶宛劇院等文化機構也位於這裡。格迪米納斯大道也是一條人氣的購物和餐飲街。現在格迪米納斯大道在晚上是步行街。
54°41′14″N 25°16′40″E / 54.68722°N 25.27778°E